# Neoleptoneta capilla
Neoleptoneta capilla är en spindelart som först beskrevs av Willis J. Gertsch 1971.  Neoleptoneta capilla ingår i släktet Neoleptoneta och familjen Leptonetidae. Inga underarter finns listade i Catalogue of Life.